# ボーイング737 クラシック
ボーイング737 クラシック
737-300/-400/-500
Jet2.comのボーイング737-300
- 用途：旅客機 、ビジネスジェット
- 分類：ナローボディ民間旅客機
- 製造者：ボーイング
- 運用者: ANAウイングス

など
- 初飛行：1984年2月24日
- 生産数：1,988
- 生産開始：1981年
- 運用開始：1984年
- 運用状況：運用中

ボーイング737 クラシックは、アメリカ合衆国の航空機メーカー、ボーイング社が製造するボーイング737の第2世代の小型ジェット旅客機である。

## 概要
この世代の機体は、ボーイング737の第1世代で浮上した改善すべき点や寄せられた要望に応えるべくして製造された。ボーイングの目指したひとつの完成形であり、737を代表する機体であることから、「737クラシック」と呼ばれることがある（これに-100型、-200型を含めることもある）。
737NG（Next-Generation）シリーズの登場により、2000年に生産を終了している。日本トランスオーシャン航空（JTA）やエアーニッポン（ANK）は導入の途中で生産中止となったが、機種統一の観点から当初は737NGを導入せず、しばらくの間は中古機のオペレーションリースで賄った。

## 開発・設計

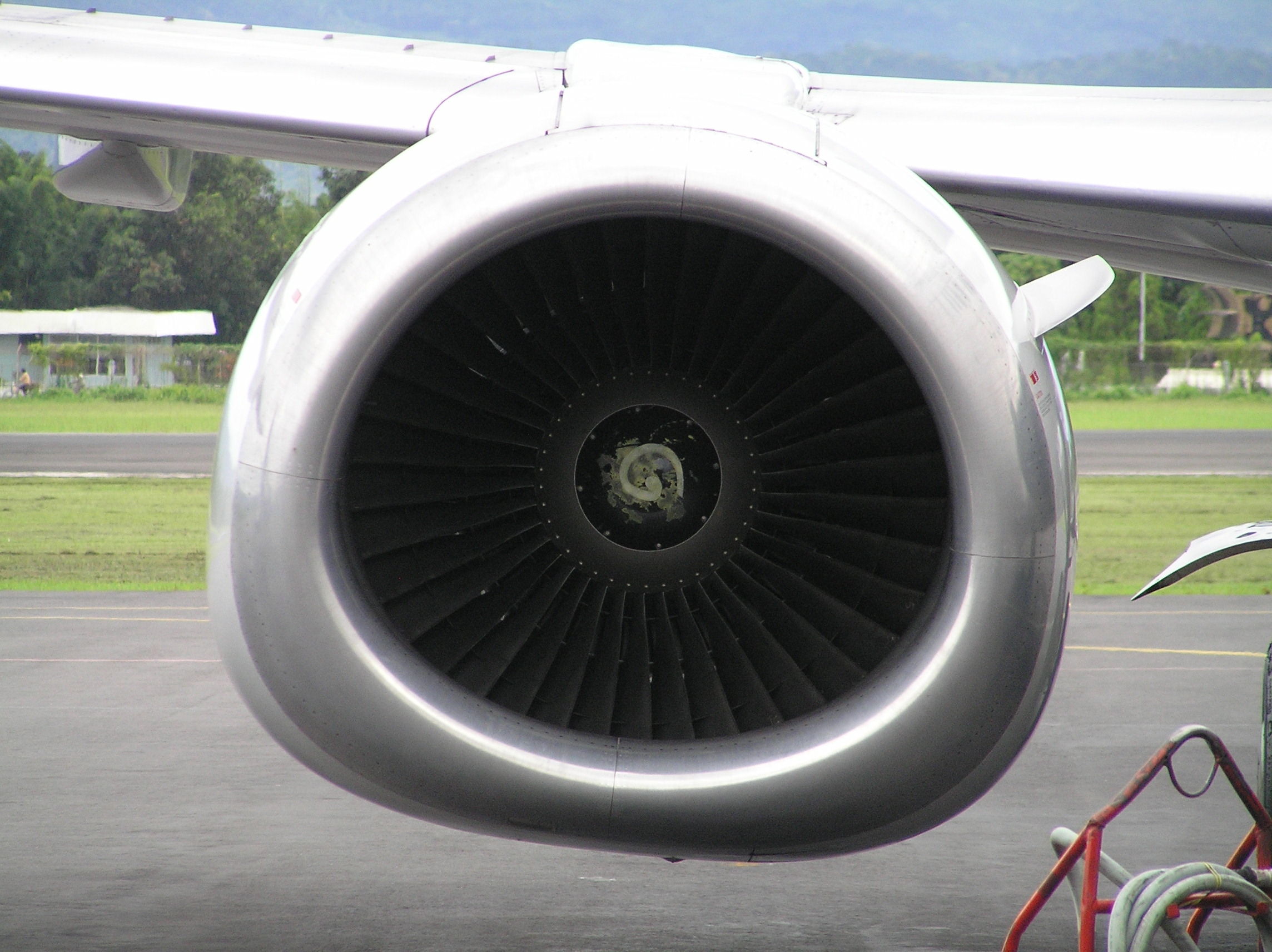
737-400型機のエンジンカウル（ガルーダ・インドネシア航空）

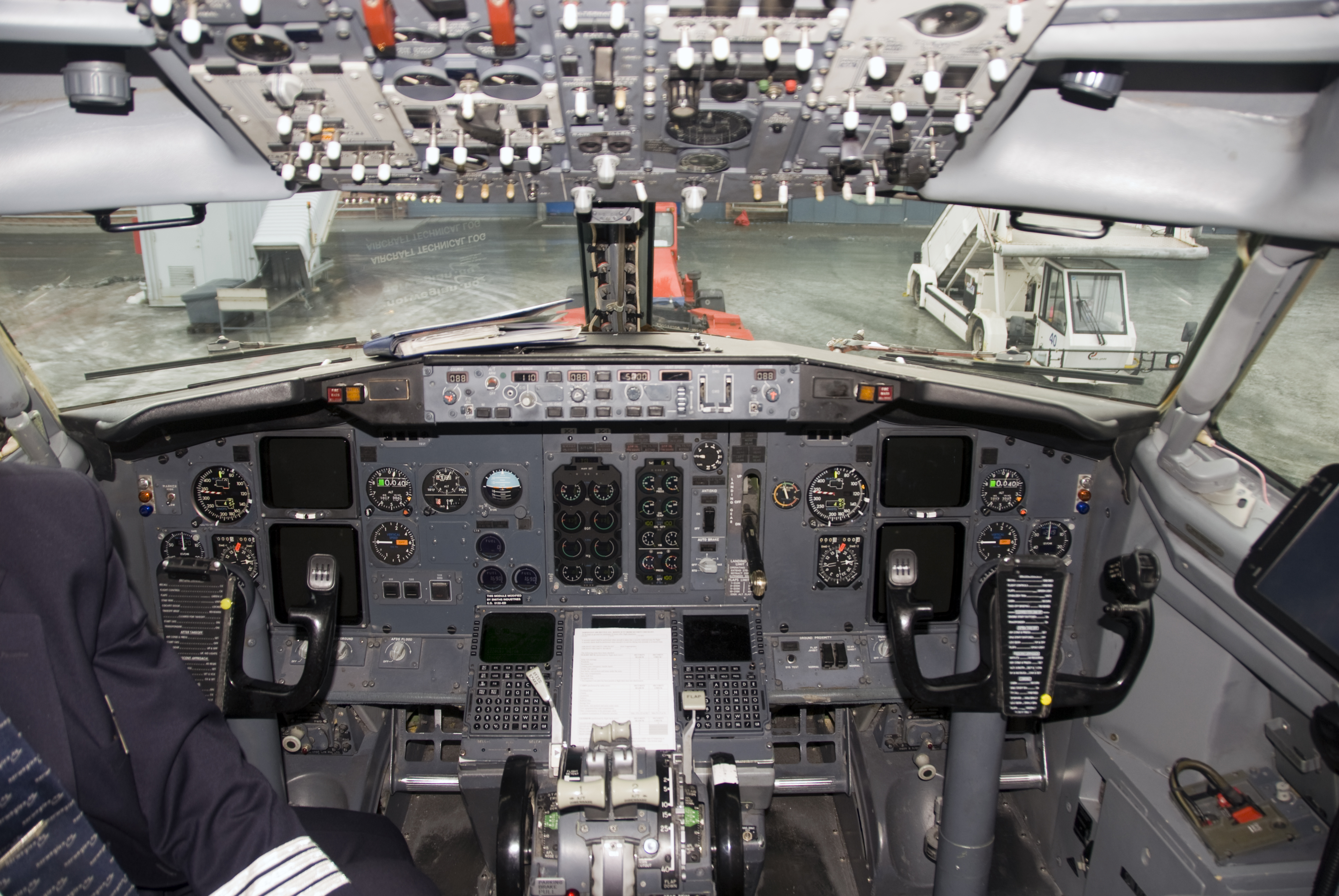
737-300 コックピット

737-200の成功に続き、ボーイング社はキャパシティーと航続距離の増大を考えた。そこで、それ以前の737との共通性を保持しながら、改良を行ってアップグレードを行った。
開発は1979年に始まり、1980年にファーンボロー国際航空ショーで発表され、1981年3月にUSエアウェイズとサウスウエスト航空がそれぞれ20機のオプションと一緒に10機を発注した。
エンジンをそれまでの低バイパス比のJT8Dから高バイパス比のCFMインターナショナル製CFM56-3Bシリーズに換装し、燃費を大幅に向上させるとともに騒音を抑える効果も得られている。地上高の低い737に大直径のエンジンを装備するため、パイロンで主翼前方に突き出すとともに、独特なおむすび型のエンジンカウルが導入されている。
外観上の特徴としてはエンジンの他に、空力面や強度向上の面から垂直尾翼のデザインが変更され、付け根が前に伸びていることがあげられる。翼は空気力学に基づく改善の変更をいくつか組み込み、翼端は、9インチ（22センチメートル）延長され、最先端のスラットと後縁フラップを調整した。
また、途中から757や767の技術を導入してグラスコックピット化が図られ、コックピットに4面のCRTディスプレイが登場し、コンピュータ制御による操縦が可能となっている。このほか、客室の内装も757スタイルのものに改められている。
基本型は1984年に登場した-300型で、-200型より胴体が2.64m延長された。1988年に登場した-400型は-300型の胴体をさらに3.05m延長した胴体延長型、1989年に登場した-500型は胴体の長さを-200型とほぼ同じにする代わりに、航続距離を伸ばしたタイプである。本シリーズでは初めから貨物機として製造された機体はなく、貨物型は全て旅客型を改修する形で製造されている。中にはコンチネンタル航空などで後付のウイングレットを装着した-300型や-400型もある。

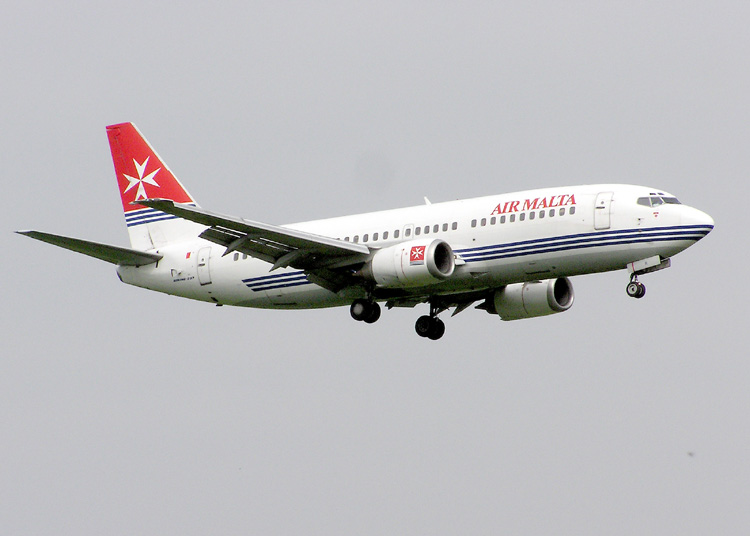
マルタ航空 ボーイング 737-300
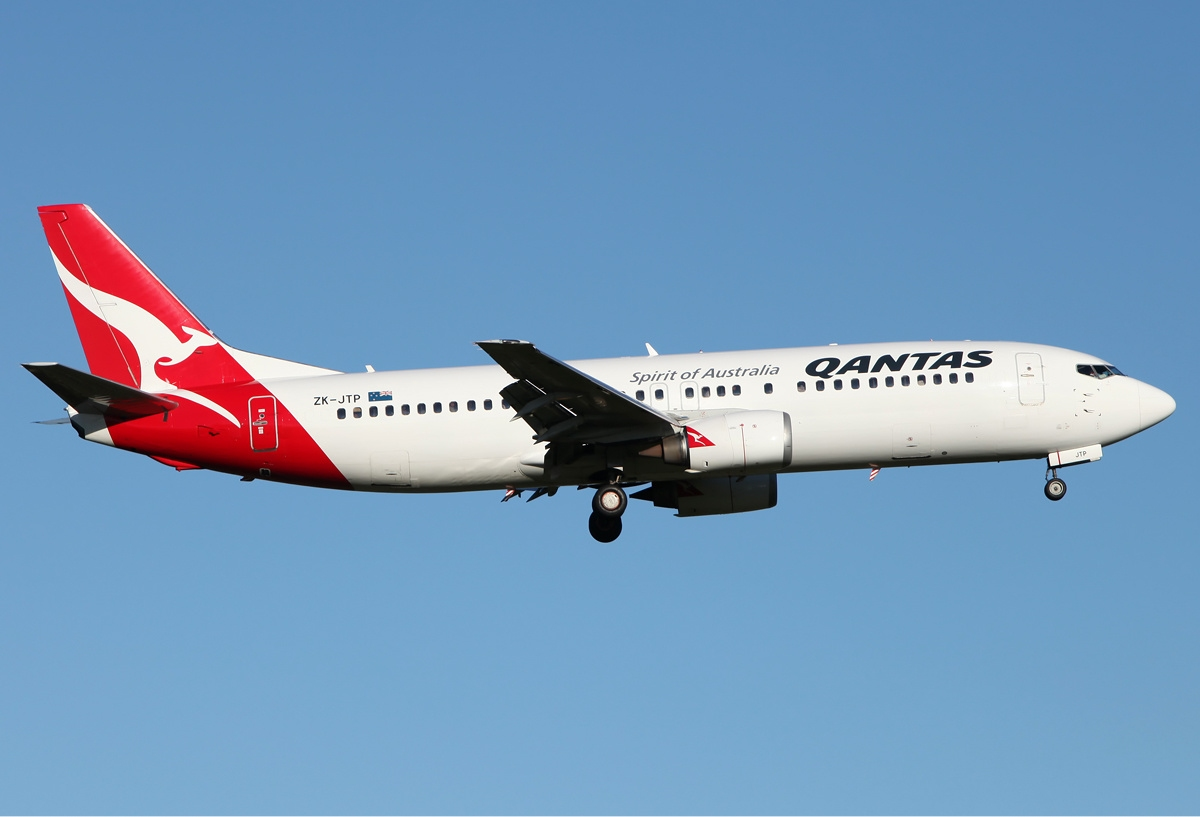
カンタス航空 737-400
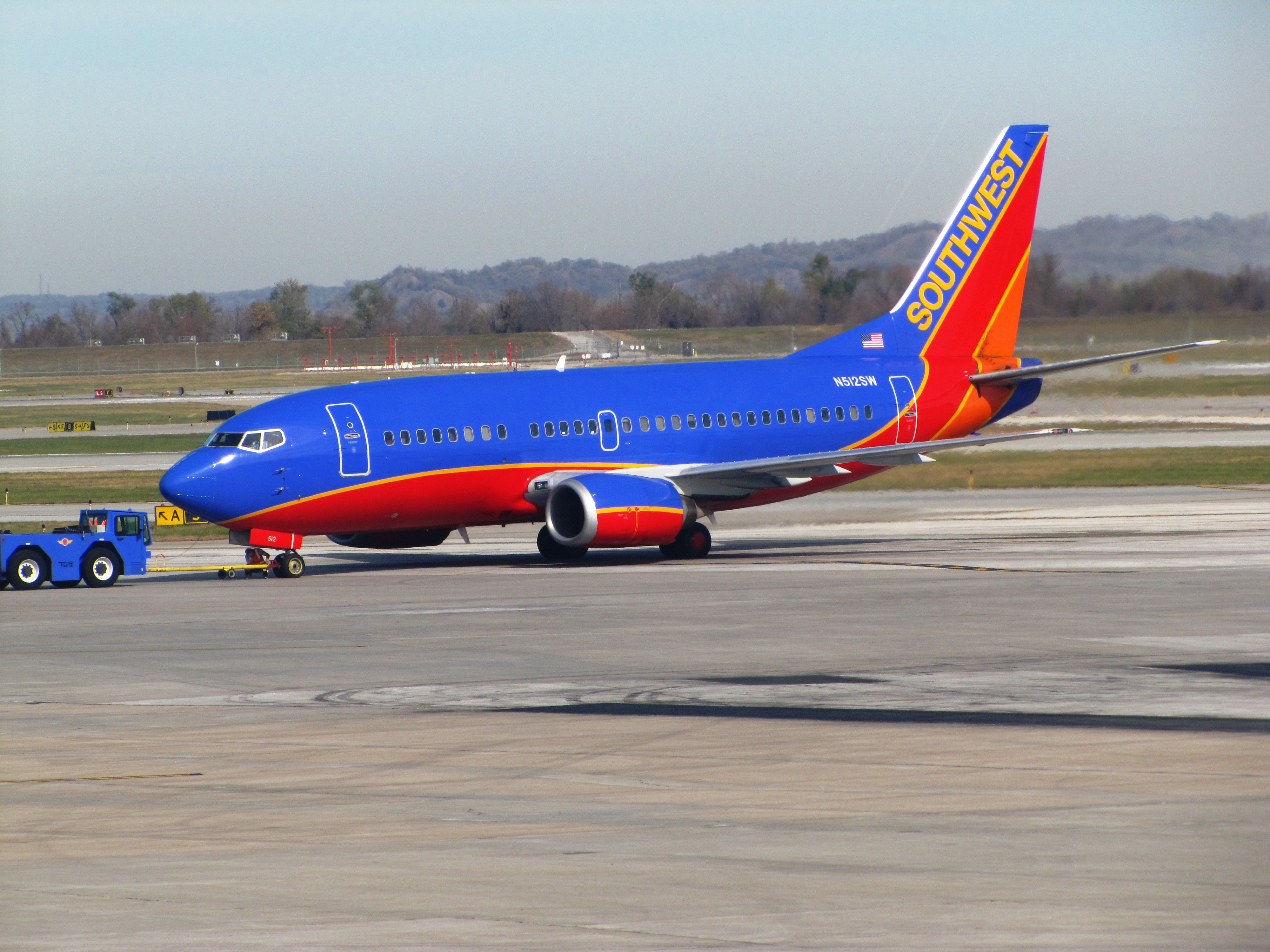
サウスウェスト航空 737-500

なお、日本がボーイングと共同開発する予定だったYSXは、-500型をベースとして90席程度の機体に改造開発するものであったが、1997年にボーイングが同クラスのマクドネル・ダグラスMD-95をボーイング717として生産することにしたため、実質中止となった。

## オペレータ

### 民間
2015年7月の時点で、934機のボーイング737クラシックが商用サービスで使用されていた。これは483機の-300、259機の-400、192機の-500を含んでいる。
ロッキード・マーティンはF-35のアビオニクスのテストベッド機（CATBird）のベースとして使用していた。

### 日本での導入

#### 737-400
-400型は日本航空（JAL）、JALエクスプレス（JEX、現在は日本航空に吸収合併）、日本トランスオーシャン航空（JTA）、エアーニッポン（ANK、現在は全日本空輸に吸収合併）、AIRDO（ADO）、ソラシドエア（SNJ）に導入されている。このうち新造機として導入した会社はJAL・JEX・JTAの3社である。
最初に-400型を導入したのはJTAで、1994年から-200型・YS-11の置き換え用として導入を開始した。JALは1995年から導入したが、導入からほどなくして運航コスト低減のために新たに設立されたJALエクスプレスに機材が移管された。なお、JEXの-400型の最終号機であるJA8999については、JALではなく直接JEXに導入された。JTAでは導入途中で-400型の生産が打ち切られたことから、海外の航空会社で運航されていた中古機も導入された。
旧JALエクスプレスの-400型の大半は当初日本航空が導入したものを移管されたもので、日本航空本体としてはダグラスDC-8以来の単通路機であった。1990年代からJALグループのJTAが国内線主力機材として運航していたが、容量不足も指摘されがちな機体であった。経年化もあり、順次B737-800型に更新された。各機体には導入月にちなんだ花の愛称が付けられ、737-400全体には「フラワージェット」の愛称が付いた。なお、植物の愛称が付いたJALフリートとしては過去にコンベアCV880があったが、CV880と同じ名をつけた機体はなかった。
2000年代後半から2011年にかけてJEXへの-800型導入により余剰となった機材のJTAへの移管が進められ、JALグループの-400型はJTAに集約されることとなった。それに伴い、JTAで運航されていた海外の航空会社の中古機は全て退役し、以後は自社発注機とJEX移管機のみとなった。2016年からは-800型の導入がJTAでも始まり、-400型の退役が本格的に進められ、2019年に全機が退役した。

#### 737-500
-500はエアーニッポン（ANK）とAIRDOが導入した。ANKではスーパードルフィンの愛称を附与。このうち新造機はボーイング社カスタマーコード4Kを持つ唯一の機種である。JTAの-400同様に導入途中で生産終了したため中古機を導入した。AIRDO機は同社の経営破綻後に傘下に入ったANAウイングスからサブリースされたものである。
ANAウイングスで運用されていた-500「スーパードルフィン」は、2020年6月14日午後の福岡発羽田行254便就航をもって引退した。これにより日本の航空会社におけるボーイング737 クラシックシリーズは運航終了した。このうちJA301K号機は2018年2月の退役後、整備士養成のための訓練専用機材として登録が残されている。

### 軍用
多くの国では、政府や軍事用途で737旅客型と貨物型の派生型を運用している。
- ブラジル、チリ、コロンビア、インド（インド空軍）、インドネシア、クウェート、メキシコ、ニジェール、ペルー、フィリピン（フィリピン空軍）、韓国、台湾（中華民国空軍）、タイ（タイ王国空軍）、アラブ首長国連邦、ベネズエラ。
- 中華人民共和国の人民解放軍空軍（PLAAF）は空中指揮所として737-300（機体記号 B-4052）を運用している。

### 販売実績
| タイプ  | 合計 | 2000 | 1999 | 1998 | 1997 | 1996 | 1995 | 1994 | 1993 | 1992 | 1991 | 1990 | 1989 | 1988 | 1987 | 1986 | 1985 | 1984 |
| ------- | ---- | ---- | ---- | ---- | ---- | ---- | ---- | ---- | ---- | ---- | ---- | ---- | ---- | ---- | ---- | ---- | ---- | ---- |
| 737-300 | 1113 |      | 29   | 52   | 65   | 37   | 52   | 54   | 54   | 57   | 69   | 67   | 89   | 141  | 137  | 120  | 83   | 7    |
| 737-400 | 486  | 2    | 9    | 33   | 33   | 21   | 13   | 32   | 68   | 82   | 56   | 63   | 57   | 17   |      |      |      |      |
| 737-500 | 389  |      | 4    | 31   | 34   | 18   | 24   | 35   | 30   | 79   | 90   | 44   |      |      |      |      |      |      |
| 合計    | 1988 | 2    | 42   | 116  | 132  | 76   | 89   | 121  | 152  | 218  | 215  | 174  | 146  | 158  | 137  | 120  | 83   | 7    |

- 情報源: ボーイング[4]

## 展示・保存機
- N759BA（以前の機体記号はB-2921） - 中国南方航空の737-300。アリゾナ州ツーソンのピマ航空宇宙博物館で展示[5][6]。
- N300SW - 1984年11月にサウスウェスト航空へ最初にデリバリーされた737-300。テキサス州ダラスのラブフィールドにある最先端航空博物館（英語版）で展示[7]。

## 仕様
|               | -300                          | -400                          | -500                          |
| 最大座席数    | 149                           | 188                           | 145                           |
| 座席数 導入例 | -                             | JTA145                        | ANA126                        |
| 貨物室容積    | -                             | -                             | -                             |
| 全長          | 33.40m                        | 36.40m                        | 31.01m                        |
| 全高          | 11.07m                        | 11.07m                        | 11.07m                        |
| 全幅          | 28.88m                        | 28.88m                        | 28.88m                        |
| 胴体          | 胴体幅3.76 m（客室幅 3.54 m） | 胴体幅3.76 m（客室幅 3.54 m） | 胴体幅3.76 m（客室幅 3.54 m） |
| 最大離陸重量  | 56,473 kg                     | 62,823 kg                     | 52,390 kg                     |
| エンジン型式  | CFM56-3B                      | CFM56-3B                      | CFM56-3B                      |
| エンジン出力  | 10,660kg×2                    | 10,660kg×2                    | 10,660kg×2                    |
| 巡航速度      | Mach 0.745                    | Mach 0.745                    | Mach 0.745                    |
| 航続距離      | 4,176km                       | 3,820km                       | 4,398km                       |
| 初飛行年      | 1984年                        | 1988年                        | 1989年                        |
| 製造終了年    | 1999年                        | 2000年                        | 1999年                        |

### 関連機材
- ボーイング737
- ボーイング737 ネクストジェネレーション
- ボーイング737 MAX
- T-43 (航空機)

### 同等サイズ、構成、時代の航空機
- エアバス A320
- マクドネル・ダグラス MD-80
- マクドネル・ダグラス MD-90
- Tu-154 (航空機)
- Yak-42 (航空機)

### 関連リスト
- ボーイング737オペレータ一覧（英語版）
- 旅客機の一覧
- 航空ポータル